# Daboia siamensis
Daboia siamensis là một loài rắn trong họ Rắn lục. Loài này được Smith mô tả khoa học đầu tiên năm 1917.